# Edifici d'Acabados Pirineos
L'Edifici d'Acabados Pirineos és una obra del municipi de Ribes de Freser (Ripollès) inclosa en l'Inventari del Patrimoni Arquitectònic de Catalunya. Es tracta d'una antiga farinera que es transforma al voltant dels 70. El més destacable del mateix és la sala de calderes on s'obren dos arcs de totxo i la resta de la façana és de pedra de riu. Al costat s'hi troba una petita edificació on la reconstrucció no ha resultat tan afortunada.